# Янець Григорій Володимирович
Григорій Володимирович Янець (нар. 18 серпня 1948, Оргіїв, Молдавська РСР) — радянський футболіст та тренер, виступав на позиції захисника. Майстер спорту СРСР.

## Життєпис
Розпочинав кар'єру 1966 року в клубі «Авинтул», який грав у другій групі «А». Навчався на факультеті фізичного виховання Кишинівського університету.
У 1968 році перейшов у московське «Торпедо». За підсумками сезону включений до списку найкращих дебютантів сезону і в список 33 найкращих футболістів сезону під № 3. Всього за «Торпедо» в чемпіонаті зіграв 129 матчів та відзначився 3 голами. У сезоні 1967/68 років став володарем Кубку СРСР.
У 1972 році віддавався в річну оренду на службу в армії в ЦСКА. Там він дебютував 4 квітня в матчі 1-го туру проти «Дніпра», вийшовши на заміну на 83-й хвилині замість Юрія Істоміна. Всього за армійців зіграв 23 матчі та відзначився 1 голом у воротах «Локомотива». 
У 1976 році пішов у «Таврію», але в першій лізі за неї не зіграв жодного матчу. З 1977 по 1978 року грау у Східній Німеччині за колективи «Мотор» з Нордгаузена та Веймара. У 1979 повернувся в «Ністру», де через рік завершив кар'єру.
У 1979 році брав участь в літній Спартакіаді народів СРСР, в футбольному турнірі грав за збірну Молдавської РСР.
Після завершення виступів працював тренером.
Тренер збірної ГРВН (1975 — квітень 1979), «Ністру» Кишинів (1979), клубних команд московського «Торпедо» (1982 — червень 1985), дитячої школи Дзержинського району Москви (липень-жовтень 1985).
Очолював «Зарю» з міста Бєльці в 1986 році, потім працював начальником команди у «Ниві» (з серпня 1988). Тренер збірної ветеранів профспілок СРСР (1990-1991).
Також працював з футзальними командами («Торпедо», Москва). Був президентом клубу ветеранів московського «Торпедо».
Син — футболіст Віталій Янець (нар. 1970), виступав за московські команди «Торпедо» (1988-1989), «ЦСКА-2» (1990) та «Асмарал-Д» (1992).

## Досягнення

### Командні

#### Клубні
«Торпедо»
- Кубок СРСР
  -  Володар (1): 1967/68

#### У збірній
- Юнацький чемпіонат Європи (U-18)
  -  Чемпіон (1): 1966

### Індивідуальні
- У списку 33 найкращих футболістів сезону № 3 (1968)
- Найкращий дебютант сезону: 1968